# Гриценко, Александр Иванович
Александр Иванович Гриценко (род. 9 ноября 1934) — советский и российский газогидродинамик, специалист в области разработки и эксплуатации месторождений природных газов, промысловой подготовки и переработки газа и газового конденсата, член-корреспондент РАН (1991).

## Биография
Родился 9 ноября 1934 года в городе Краснодар.
Работал в Краснодарском газопромышленном управлении.
В 1958 году — окончил Московский нефтяной институт имени И. М. Губкина, специальность «Разработка нефтяных и газовых месторождений», а в 1963 году — аспирантуру там же. В 1965 году стал кандидатом технических наук
С 1963 по 1966 годы — старший научный сотрудник и руководитель группы Всесоюзного НИИ природных газов Мингазпрома СССР (ВНИИГАЗ).
С 1966 года — вёл научно-педагогическую деятельность в Московский институт народного хозяйства имени Плеханова и в Московском нефтяном институте имени Губкина: руководитель проблемной научно-исследовательской лаборатории, доцент, декан факультета.
В 1975 году защитил диссертацию на степень доктора технических наук по теме «Исследование и разработка технологических процессов обработки добываемого углеводородного сырья при эксплуатации газоконденсатных месторождений».
В 1977 году — был назначен директором ВНИИГАЗ, а с 1986 года одновременно — генеральный директор НПО «Союзгазтехнология».
В 1977 году — присвоено учёное звание профессора.
В 1991 году — избран членом-корреспондентом РАН.
С 1991 по 2000 годы — генеральный директор Всероссийского НИИ природных газов и газовых технологий ГГК «Газпром» (ВНИИГАЗ).
С 1993 года — член Совета директоров РАО «Газпром»; вице-президент АГН; председатель Московского правления НТО НГП имени И. М. Губкина (с 1975); председатель экспертного совета по проблемам нефти и газа; член президиума ВАК.

## Награды и звания
- 1970 — Медаль «За доблестный труд. В ознаменование 100-летия со дня рождения В. И. Ленина»
- 1975 — лауреат премии имени академика И. М. Губкина
- 1976 — Медаль «За трудовое отличие»
- 1981 — лауреат премии имени академика И. М. Губкина
- 1982 — Орден «Знак Почёта»
- 1984 — Заслуженный деятель науки и техники РСФСР
- 1987 — Государственная премия СССР в области науки и техники (в составе группы) — за разработку и внедрение научно-технических решений, обеспечивших ускоренное освоение Уренгойского газового месторождения (Сеноманская пустошь)
- 1991 — лауреат премии имени академика И. М. Губкина
- 1991 — академик Российской Академии естественных наук
- 1992 — Золотая медаль имени Л. С. Лейбензона АН СССР — за серию работ «Научные основы технологических процессов при разработке и эксплуатации газовых и газоконденсатных месторождений»[5]
- 1993 — академик и вице-президент Академии горных наук
- 1996 — академик Академии технологических наук
- 1997 — академик Международной академии топливно-энергетического комплекса
- 1997 — иностранный член Украинской нефтегазовой академии.
- 1997 — Государственная премия Российской Федерации в области науки и техники (в составе группы) за разработку комплекса научно-технических решений, обеспечивающих надежность добычи природного газа при энергосберегающих технологиях и повышении газо- и конденсатоотдачи недр[1]
- 1999 — Орден «За заслуги перед Отечеством» IV степени[6]
- 2024 — Орден Дружбы[7]

## Членство в организациях и обществах
- член КПСС
- член научного совета по комплексным проблемам энергетики и член бюро научного совета по проблемам разработке нефтяных и газовых месторождений РАН
- постоянный представитель Российской Федерации в ЕЭК при ООН
- член совета МГС и президиума Мирового LPG форума
- член совета по присуждению премий Правительства РФ в области науки и техники

## Диссертации
- Гриценко, Александр Иванович. Особенности эксплуатации газоконденсатных месторождений, разрабатываемых на истощение : диссертация ... кандидата технических наук : 05.00.00. - Москва, 1965. - 177 с. : ил.
- Гриценко, Александр Иванович. Исследование и разработка технологических процессов обработки добываемого углеводородного сырья при эксплуатации газоконденсатных месторождений : диссертация ... доктора технических наук : 05.15.06. - Москва, 1975. - 326 с. : ил.,табл.